# Sieveringer Friedhof

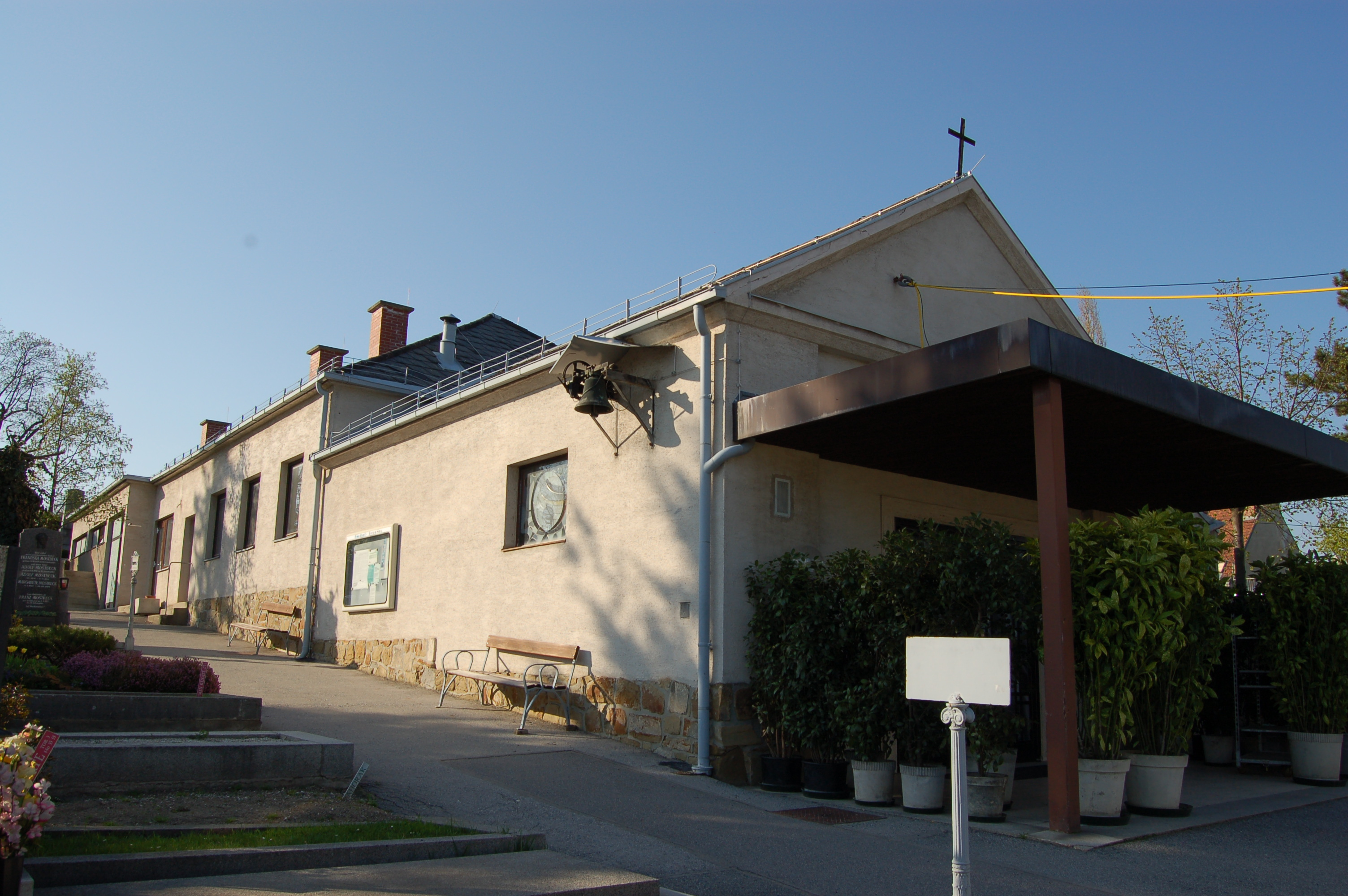
Aufbahrungs- und Verwaltungshalle des Sieveringer Friedhofs

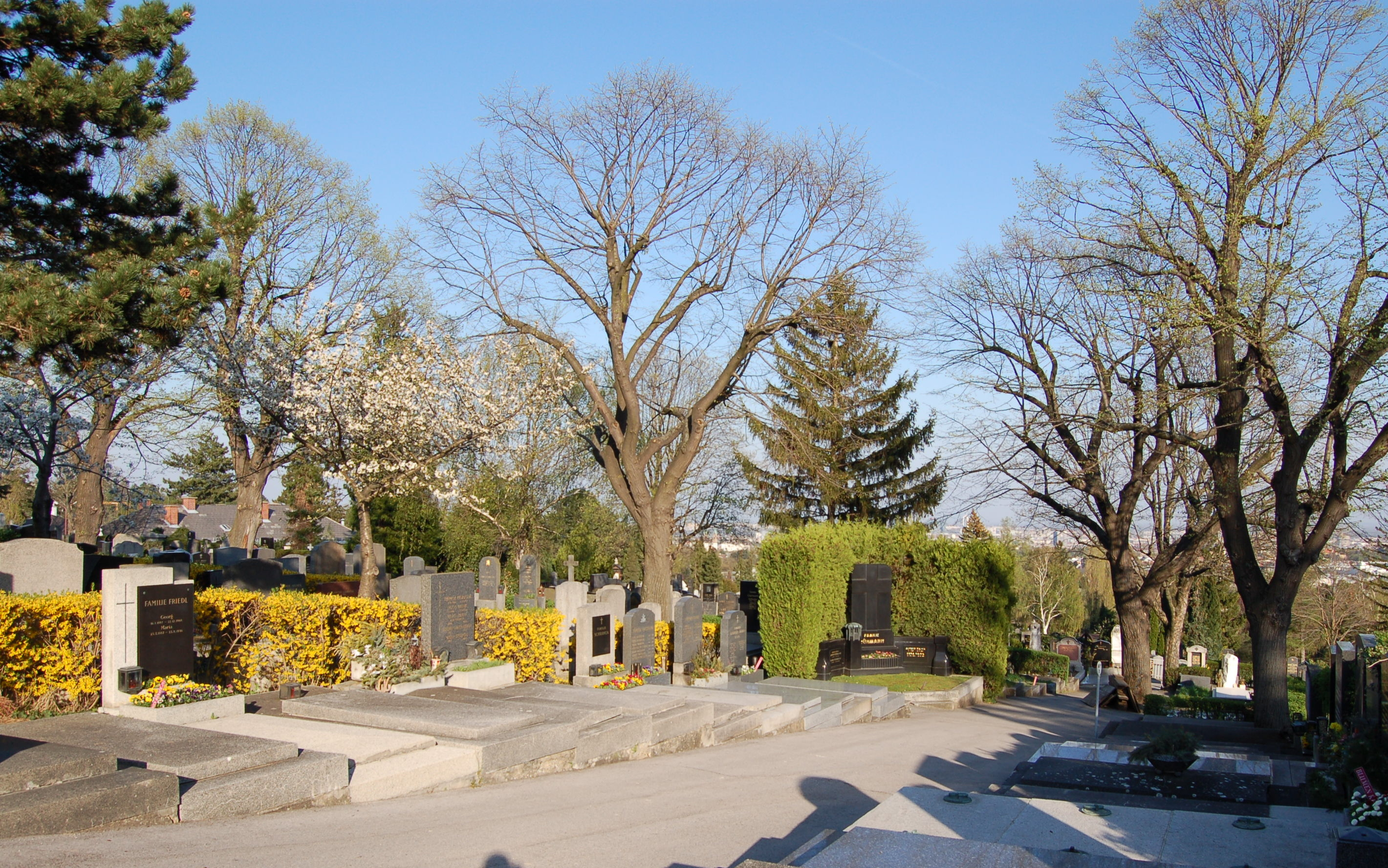
Oberer Friedhofsbereich des Sieveringer Friedhofs

Der Sieveringer Friedhof ist ein Friedhof im Bezirksteil Sievering des 19. Wiener Gemeindebezirks Döbling.

## Lage und Größe
Der Sieveringer Friedhof liegt zwischen der Nottebohmstraße und dem Hackenberg. Auf einer Fläche von 37.152 Quadratmetern befinden sich 5.299 Grabstellen.

## Geschichte
Der Sieveringer Friedhof wurde auf einer Kuppe des Hackenbergs errichtet und im August 1883 eröffnet. Schon zu Beginn verfügte die Anlage über eine Totengräberwohnung sowie eine Leichenkammer samt Seziersaal. Die Nutzung stand für alle Konfessionen offen. 1884 wurde die erste von mehreren Erweiterungen beschlossen.

## Grabstätten bedeutender Persönlichkeiten

### Ehrenhalber gewidmete Gräber

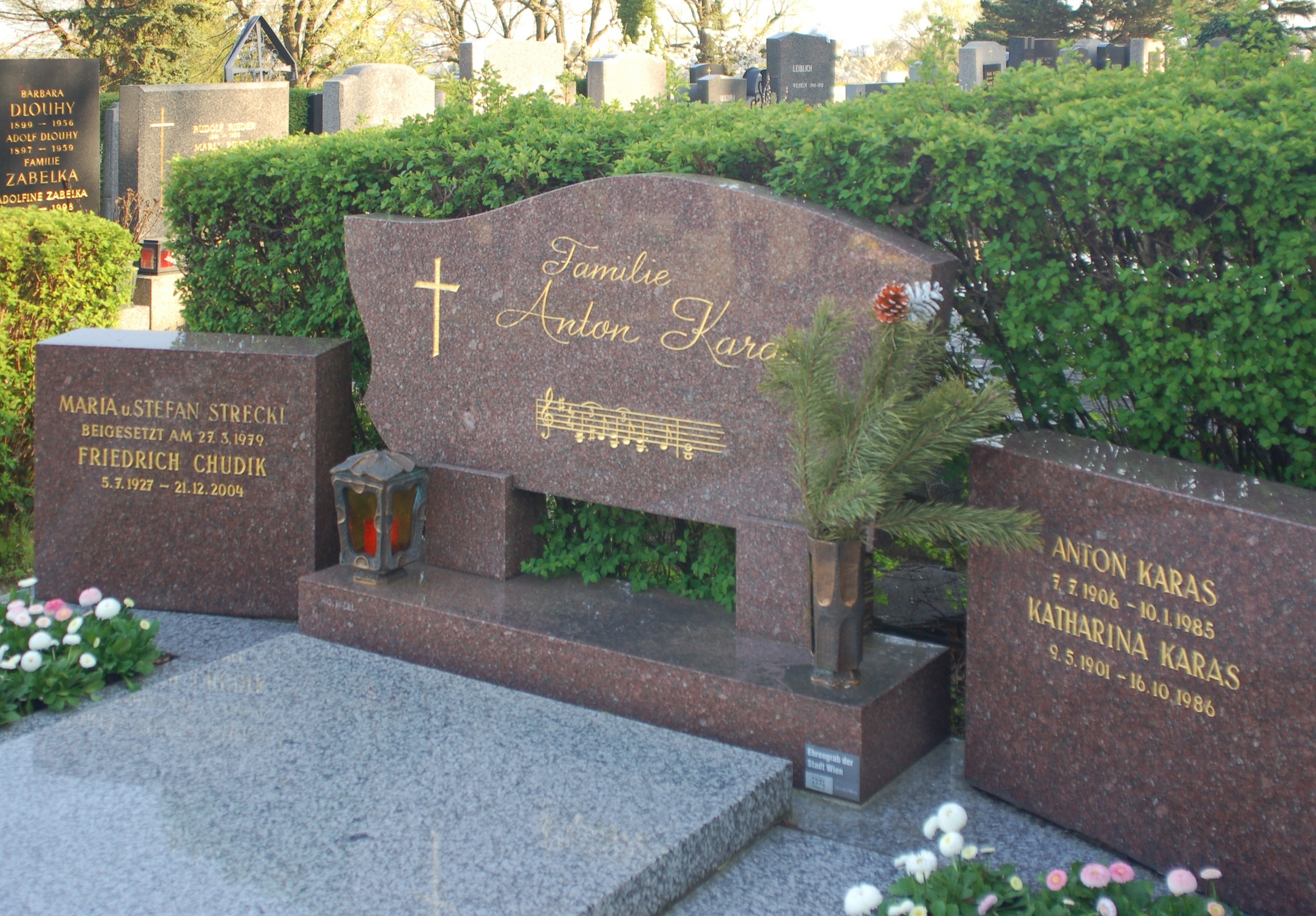
Grabstätte von Anton Karas

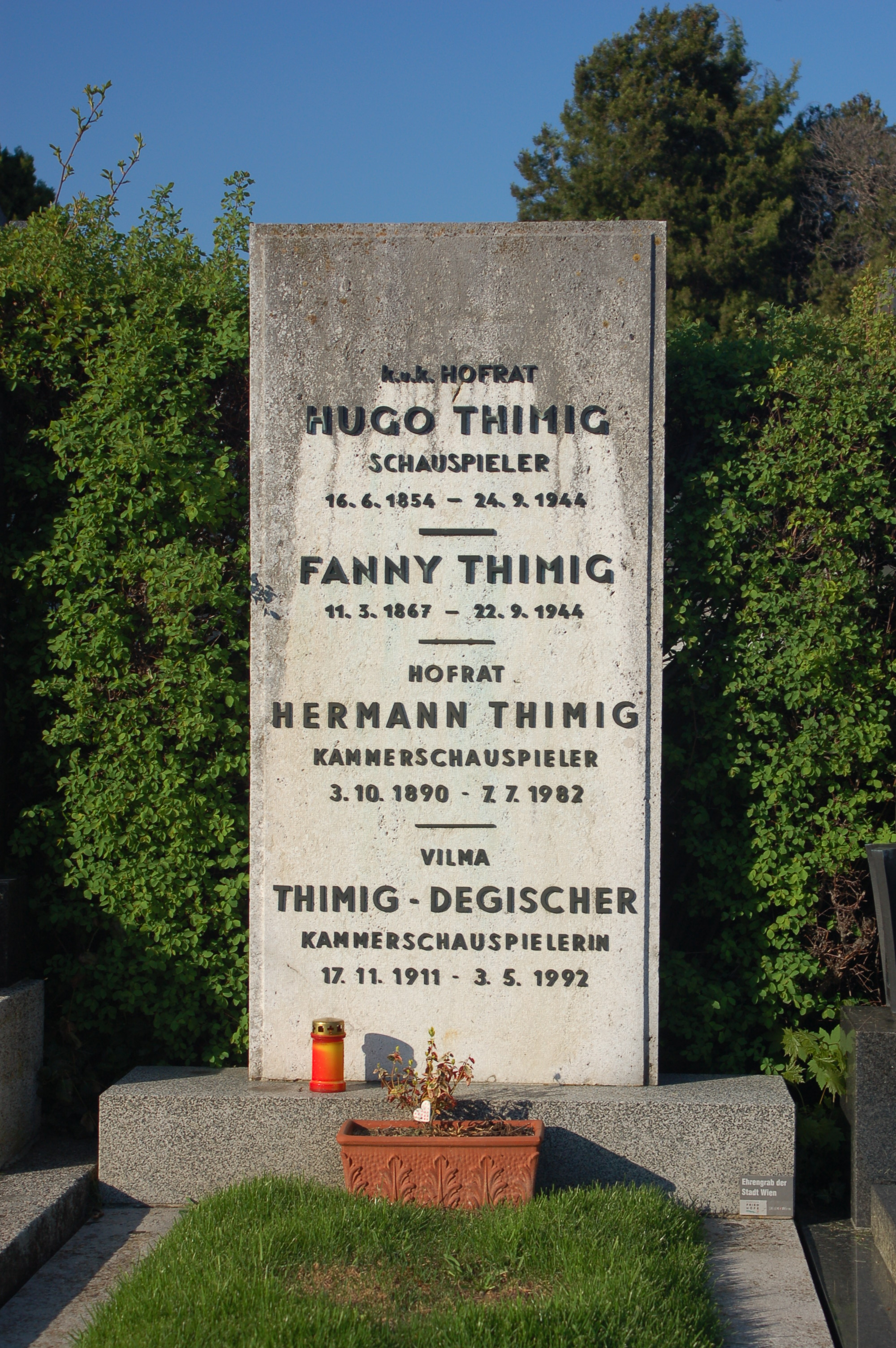
Grabmal der Familie Thimig

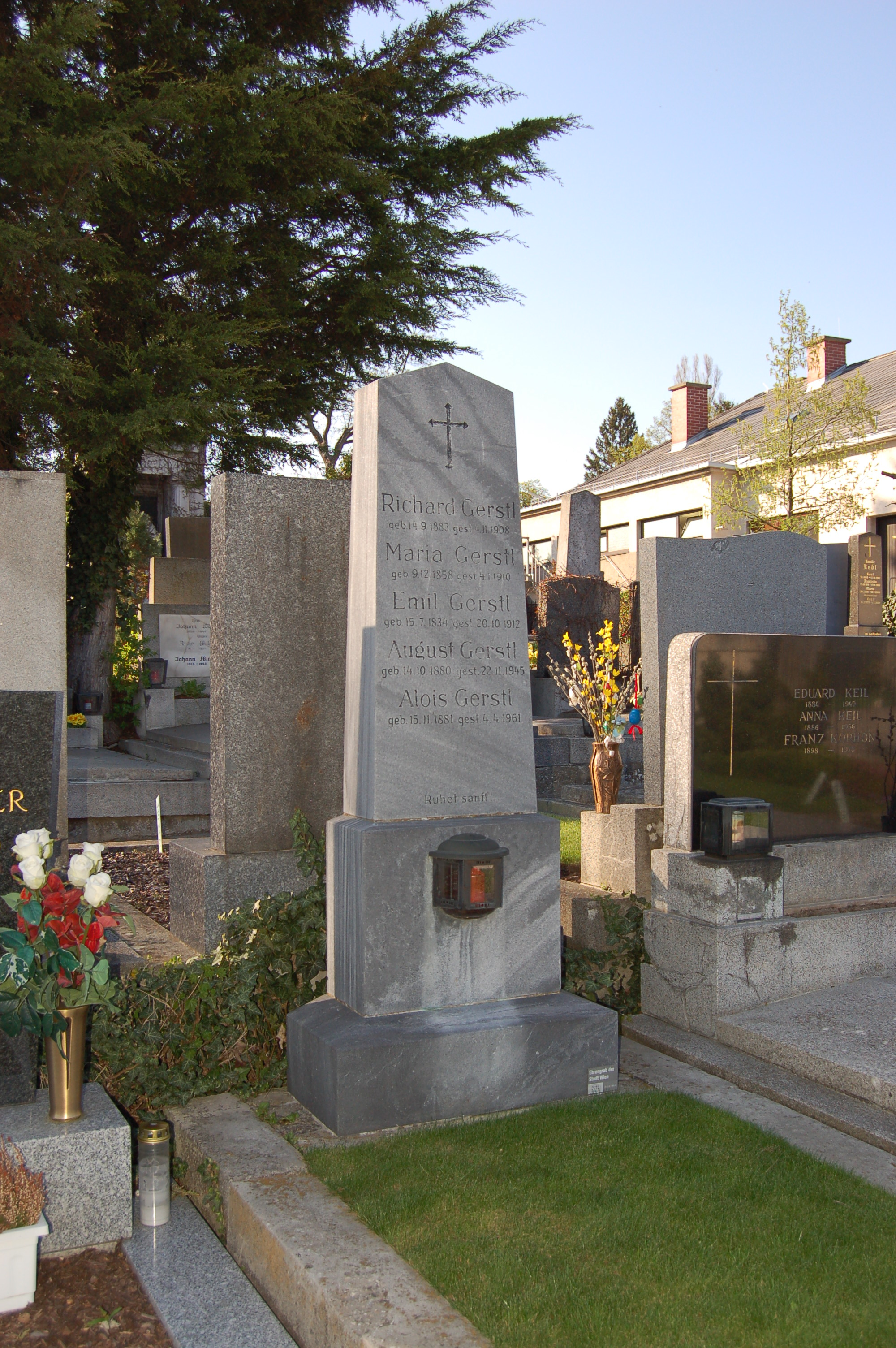
Grabmal der Familie Gerstl

Der Sieveringer Friedhof weist neun ehrenhalber gewidmete Gräber auf.
| Name                      | Lebensdaten | Tätigkeit                                           |
| ------------------------- | ----------- | --------------------------------------------------- |
| Johann Bucher             | –1921       | Löschmeister der Freiwilligen Feuerwehr Oberdöbling |
| Richard Gerstl            | 1883–1908   | Maler                                               |
| Anton Karas               | 1906–1985   | Musiker und Heurigenbesitzer                        |
| Eduard Ludwig             | 1883–1967   | Jurist und Politiker                                |
| Adolf Menzel              | 1857–1938   | Jurist und Universitätsprofessor                    |
| Clara Katharina Pollaczek | 1875–1951   | Lyrikerin, Lebensgefährtin von Arthur Schnitzler    |
| Ludwig Speidel            | 1830–1906   | Schriftsteller und Theaterkritiker                  |
| Hermann Thimig            | 1890–1982   | Kammerschauspieler, Hofrat                          |
| Edwin Zellweker           | 1883–1953   | Schriftsteller und Literaturhistoriker              |

### Gräber weiterer Persönlichkeiten
Weitere bedeutende Persönlichkeiten, die am Sieveringer Friedhof begraben sind:
| Name                       | Lebensdaten | Tätigkeit                                 |
| -------------------------- | ----------- | ----------------------------------------- |
| Rudolf Bacher              | 1862–1945   | Maler                                     |
| Karl Blaho                 | 1910–1962   | Boxer                                     |
| Ernest Brezovszky          | 1927–2003   | Politiker                                 |
| Vilma Degischer            | 1911–1992   | Schauspielerin                            |
| Alfons Dopsch              | 1868–1953   | Historiker                                |
| Franz Erdl                 | 1911–1968   | Fußballspieler (Grab aufgelassen)         |
| Franz Serafin Exner        | 1849–1926   | Physiker                                  |
| Hilde Exner                | 1880–1922   | Grafikerin                                |
| Richard Fischer            | 1917–1969   | Fußballspieler (Grab aufgelassen)         |
| Karl Garzarolli-Thurnlackh | 1894–1964   | Kunsthistoriker                           |
| Alfred Gasperschitz        | 1912–1995   | Politiker                                 |
| Käthe Gold                 | 1907–1997   | Schauspielerin                            |
| Elżbieta Góralczyk         | 1950–2008   | Schauspielerin                            |
| Fritz Habeck               | 1916–1997   | Dramatiker (Grab aufgelassen)             |
| Arthur Haberlandt          | 1889–1964   | Volkskundler                              |
| Franz Hančar               | 1893–1968   | Prähistoriker                             |
| Margarete Hanusch          | 1904–1993   | Bildhauerin                               |
| Wilhelm Havers             | 1879–1961   | Indogermanist                             |
| Emil Hoppe                 | 1876–1957   | Architekt (Grab aufgelassen)              |
| Josef Hendrichs            | 1915–2009   | Schauspieler                              |
| Mirko Jelusich             | 1886–1969   | Schriftsteller                            |
| Elisabeth Kales-Wallner    | 1951–2005   | Operettensoubrette                        |
| Giuseppe Koschier          | 1936–2021   | Fußballspieler                            |
| Robert Kramreiter          | 1905–1965   | Architekt                                 |
| Wolfgang Liebeneiner       | 1905–1987   | Schauspieler (Grab aufgelassen)           |
| Heinrich Mache             | 1876–1954   | Physiker (Grab aufgelassen)               |
| Alfred Magaziner           | 1902–1993   | Journalist                                |
| Maria Mayen                | 1892–1978   | Schauspielerin                            |
| Peter Milford-Hilferding   | 1908–2007   | Nationalökonom                            |
| Alfred Missong jun.        | 1934–2017   | Diplomat                                  |
| Hugo Onjerth               | 1923–1995   | Brigadier                                 |
| Karl Pekarna               | 1881–1946   | Fußballnationaltorwart                    |
| Wolfgang Purtscheller      | 1955–2016   | Journalist                                |
| Ines Rieder                | 1954–2015   | Politikwissenschaftlerin                  |
| Hilde Rom                  | 1928–2019   | Schauspielerin                            |
| Emmerich Reimers           | 1886–1970   | Schauspieler                              |
| Helmut Reinberger          | 1931–2011   | Kabarettist                               |
| Gerhard Scholten           | 1923–1995   | Autor                                     |
| Dieter Seefranz            | 1941–1983   | Fernsehmoderator                          |
| Eduard Sekler              | 1880–1976   | Schauspieler                              |
| Harry Spiegel              | 1910–2000   | Mitglied der Internationalen Brigaden     |
| Roman Stiglitz             | 1922–1988   | Althistoriker                             |
| Alfred Stix                | 1882–1957   | Kunsthistoriker                           |
| Hugo Thimig                | 1854–1944   | Schauspieler, Regisseur und Theaterleiter |
| Hans Tichy                 | 1861–1925   | Maler                                     |
| Peter von Tramin           | 1932–1981   | Schriftsteller                            |
| Friedrich Verzetnitsch     | 1945–2024   | Politiker                                 |
| Anton Wais                 | 1948–2024   | Manager                                   |
| Erna Wallisch              | 1922–2008   | KZ-Aufseherin                             |
| Leo Wallner                | 1935–2015   | Manager                                   |
| Brigitte Xander            | 1942–2008   | Radio- und Fernsehmoderatorin             |
| Josef Zeininger            | 1916–1995   | Geistlicher                               |